# 666: Devilish Charm
666: Devilish Charm è un film del 2014 diretto da David DeCoteau.

## Trama
Il ciondolo del braccialetto del diavolo compare nel giorno di San Valentino nella sede di una confraternita studentesca. Ogni ragazza che vi abita cerca di usarlo per esprimere una serie di desideri ignorando che tutto ciò fa parte di un malvagio piano studiato da Satana.

## Citazioni
In un dialogo viene menzionata la serie televisiva Ai confini della realtà.